# Вівсянка полярна
Вівсянка полярна (Emberiza pallasi) — вид горобцеподібних птахів родини вівсянкових (Emberizidae).

## Поширення
Вид поширений на сході Росії та у Монголії, зимує в Китаї. Мешкає у чагарниковій тундрі та відкритих хвойних лісах.

## Опис
Дрібний птах. Довжина тіла 10-15 см, довжина крила 6,3-7,7 см, розмах крил 20-23 см. Вага 11-17 грам. Самець є зменшеною копією самця очеретяної вівсянки. Відрізняється відсутністю явного рудого кольору на спині і дуже світлим попереком. У самиці світло-коричнева шапочка з неяскравими плямами, світло-коричнева пляма на щоках, темні смужки з боків, чіткі великі «вуса» чорного кольору.